# Gmina Palamuse
Gmina Palamuse (est. Palamuse vald) – gmina wiejska w Estonii, w prowincji Jõgeva.
W skład gminy wchodzą:
- Alevik: Palamuse.
- 25 wsi: Eerikvere, Ehavere, Imukvere, Järvepera, Kaarepere, Kaiavere, Kassivere, Kivimäe, Kudina, Luua, Mullavere, Nava, Pikkjärve, Praaklima, Raadivere, Rahivere, Ronivere, Sudiste, Süvalepa, Toovere, Vaidavere, Vanavälja, Varbevere, Visusti, Änkküla.